# Oblężenie Waco (film)
Oblężenie Waco – amerykański telewizyjny film sensacyjny z 1993 roku. Film oparto na autentycznej historii.

## Treść
David Koresh, samozwańczy prorok, tworzy sektę, składająca się z ludzi wierzących w jego mistyczne przepowiednie. Jej siedzibą staje się ufortyfikowana farma Mount Karmel. David przepowiada zbliżanie się Apokalipsy i przygotowuje do niej członków swojej wspólnoty, gromadząc broń i szkoląc ich w jej wykorzystywaniu. FBI decyduje się zakończyć działalność sekty.

## Obsada
- Tim Daly – David Koresh
- William O’Leary – Adrian
- Neal McDonough – Jason
- Lewis Smith – Robert Williams
- Marley Shelton – Laura
- Jeri Ryan – Rebecca
- Debra Jo Rupp – Dorrie
- Clu Gulager – szeryf
- Gordon Clapp – Glenn
- Susanna Thompson – Meg
- Heather McAdam – Michelle
- Dan Lauria – Bob Blanchard
- Adrienne Stiefel – Libby
- Julie Ariola – Carol
- Glenn Morshower – Conway LeBleu
- Anne Gee Byrd – Sue Llamas
- Miriam Byrd-Nethery – Harriet
- Dave Lowry – Bill
- Juan A. Riojas – Hector
- Alana Austin – Betsy
- Kent Broadhurst – Cole
- Carlease Burke – Lizabeth
- James Marsden – Steven Willis